# エドワード・マイブリッジ

エドワード・マイブリッジ、フランシス・ベンジャミン・ジョンストン撮影

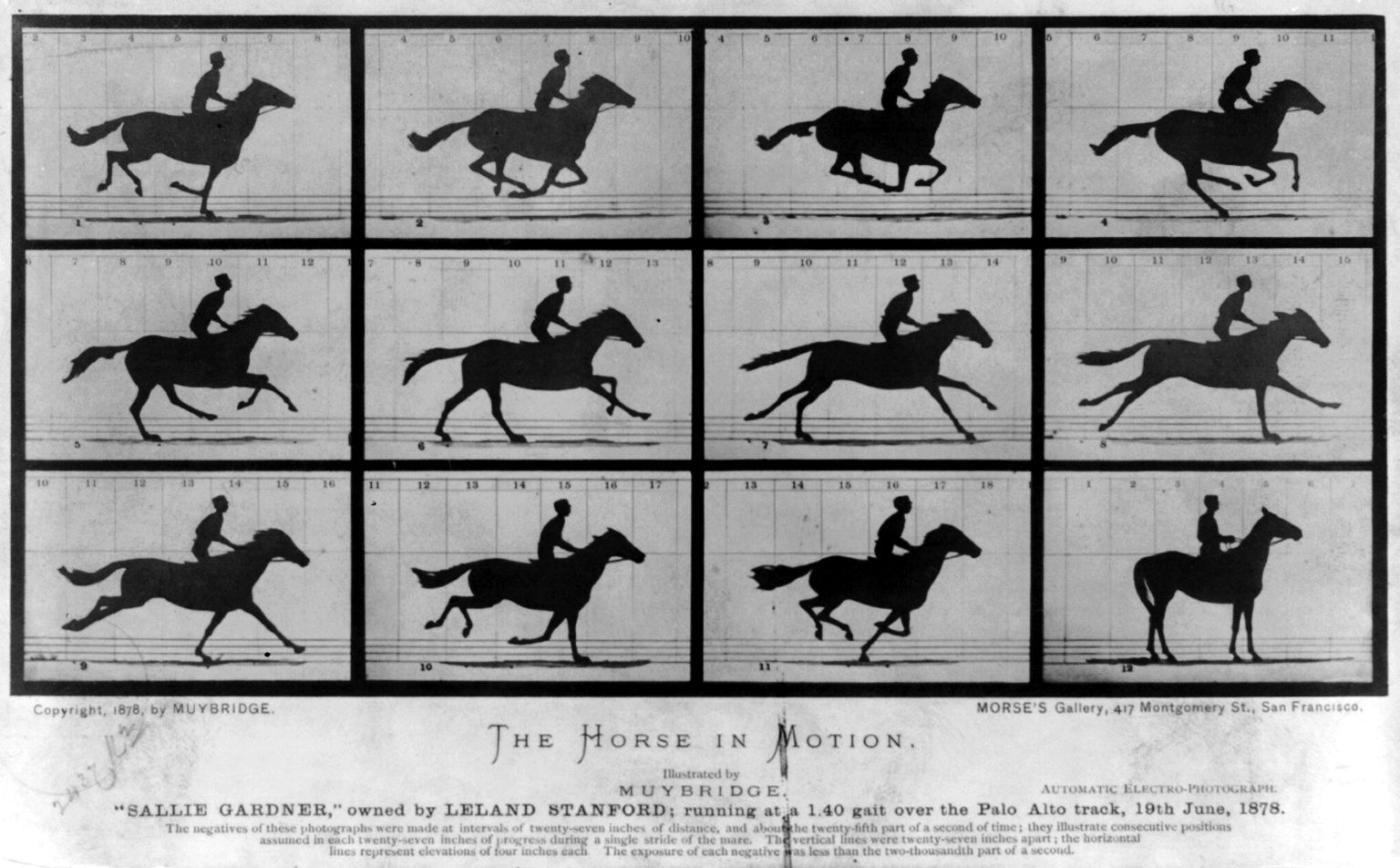
疾走中の馬の連続写真

上記連続写真をアニメーションにしたもの

エドワード・マイブリッジ（Eadweard Muybridge、1830年4月9日 - 1904年5月8日）は、イギリス生まれの写真家。本名はエドワード・ジェームズ・マガーリッジ（Edward James Muggeridge）。
イングランド、現在のキングストン・アポン・テムズ区キングストン・アポン・テムズ (en) で生まれた。1855年にアメリカに移住し、カリフォルニア州サンフランシスコで出版業界に身を置くようになった。

## 高速度撮影
1872年、カリフォルニア州元知事リーランド・スタンフォードは、当時一般に議論されていた、ギャロップする馬の脚運びについて、4本全ての脚が地面から離れる瞬間があるという立場をとっていた。彼は友人との間でこれについて賭けをしており、最高で25,000ドルの勝負であったという話もあるが、確たる証拠はない。スタンフォードはマイブリッジに2,000ドルで写真の撮影を依頼した。
1秒で約17m移動する馬の一瞬を撮影するためには、シャッタースピードは高速でなくてはならず、大口径レンズと高感度の感光材料が要求される。写真用レンズについては1843年にはフォクトレンダー父子商会からペッツヴァールタイプF3.7が販売されていたが、感光材料であるコロジオン湿板は感度が低く、晴天の日でも秒単位の露出時間を要した。
彼は写真感度向上のための化学研究を行い、電気技師のジョン・D・アイザクスと協力して写真装置を制作、結局5年と5,000ドルを費やし、1877年の7月1日に一枚の写真を撮影、議論に決着をつけた。

## 連続写真
さらに翌年の1878年6月15日にはこの装置を等間隔に12台並べ、疾走する馬の連続撮影を成功させた。
シャッターは当初ゴムやスプリングを用いたものであったが、後には安定して高速度を得るために電気式のものに改良された。
これにより露出時間は1/1,000秒～1/6,000秒が得られた。
レンズはダルメイヤー製、焦点距離90mm、レンズ口径32mmが用いられた。
この馬の撮影はそれまでヨーロッパの絵画表現において支配的であった、前足は前方に、後ろ足は後方にそれぞれ伸ばして走るというのが事実とは異なっていることを示しただけでなく、得られた連続写真を用いて動的錯覚をもたらしたことで衝撃を与え、喝采を浴びた。
まずゾエトロープと組み合わされ、次に幻燈機のように投影するための装置が作られた。図像がディナー皿程度の大きさのガラスの円盤の縁に沿って並んでいるもので、「ゾープラクシスコープ」と呼ばれた。投影されたのは実のところ写真ではなく、写真をもとに描かれた絵であった。1879年にスタンフォードと友人らを相手に上映され、サンフランシスコで一般にも公開された。スタンフォードの出資により、パリとロンドンでの講演旅行も行われた。
この連続写真を見たトーマス・エジソンは大いに触発され、後に映写機キネトスコープを発明することになる。これがシネマトグラフにつながり、映画が誕生することになる。

## 殺人事件
スタンフォードの依頼から成果を挙げるまでの5年という期間は、技術的課題への取り組みのみならず、殺人事件によっても費やされた。
1874年10月17日、マイブリッジは妻の愛人であるハリー・ラーキンス少佐を嫉妬にかられ、射殺した。
殺意が明らかであったにもかかわらず、裁判では正当防衛として無罪となった。
この殺人は、周囲からはフロンティア的な正義として黙認されたが、彼は判決後、中央アメリカへ去った。
この一件は108年後の1982年、作曲家フィリップ・グラスによって「写真家」という室内オペラにされた。

## 発見をめぐる裁判
1882年に出版された本をめぐって争いが生じた。
この本はスタンフォードの友人で医師のJ・D・B・スティルマンによって書かれたもので、馬の脚運びに関する発見についてまとめたものだった。
しかし、この本にはマイブリッジの写真は掲載されておらず、タイトルページにも名前はなく、スタンフォードに雇用された者という位置づけであった。
マイブリッジは名誉棄損でスタンフォードを訴えたが、マイブリッジが自分の功績を強調し、馬が走るときに4本の脚が全て地面から離れるということも自分が最初に言い出したことであるとまで主張したため、裁判所は訴えを退けた。

## その後の業績
裁判所が訴えを却下する頃には、マイブリッジは既に別の後援を得ていた。
ペンシルベニア大学からの支援で2年間に渡り研究を行い、750種類、10,000枚に及ぶ写真を残した。
彼は1894年にイングランドに戻り、自身の仕事に関する2冊の通俗書を出版した。

## 死
1904年、生活していたキングストン・アポン・テムズのいとこの家で死去。74歳没。
この家の外壁には英国映画協会による記念プレートが掲げられている。
遺体は火葬され、遺骨はウォーキングに葬られた。

Zoopraxographies d'Eadweard Muybridge
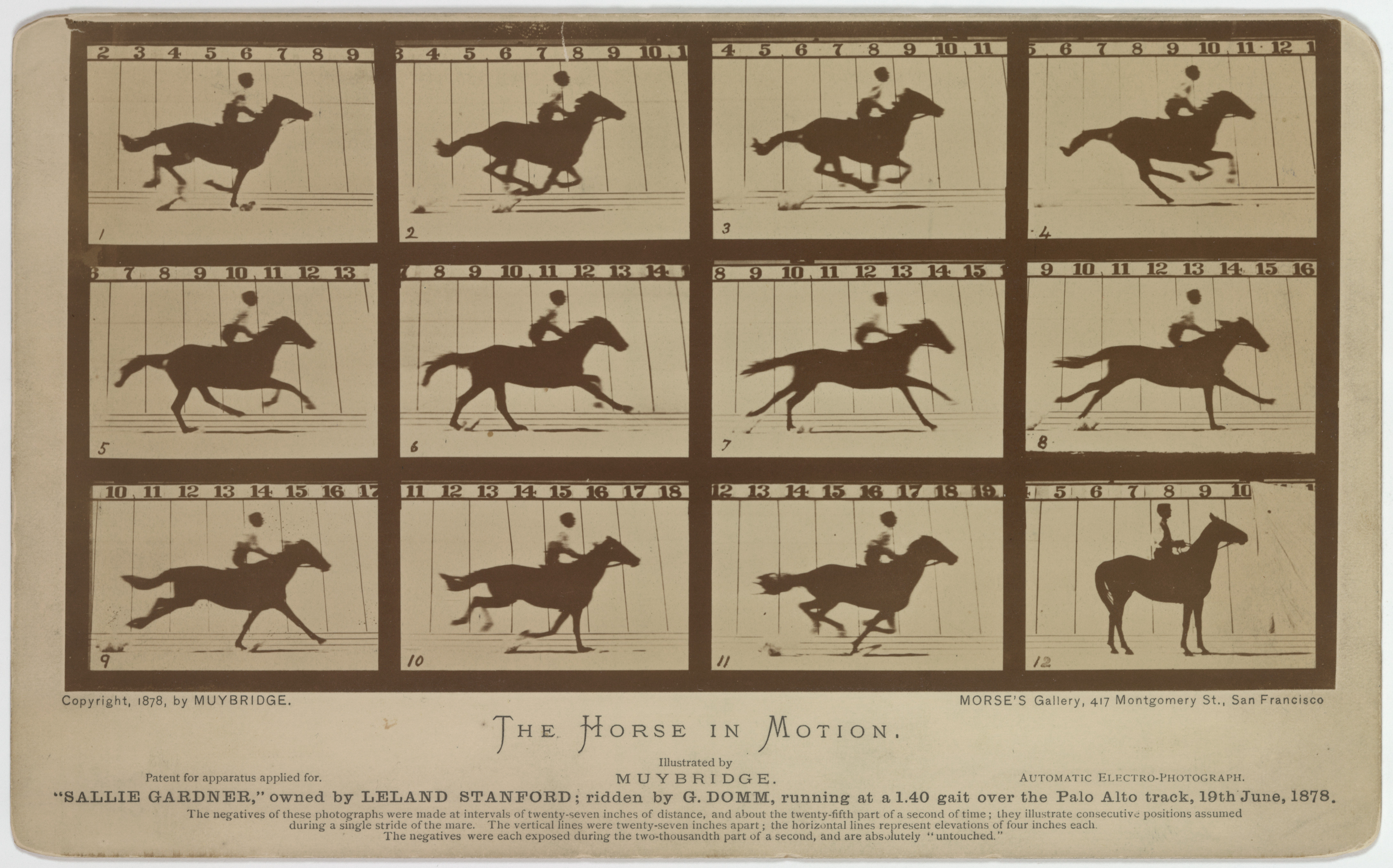
1878年に制作された、走る馬のオリジナル連続写真
走る馬（シークレット）
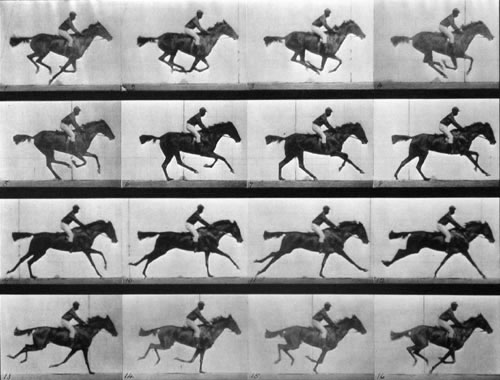
走る馬の連続写真
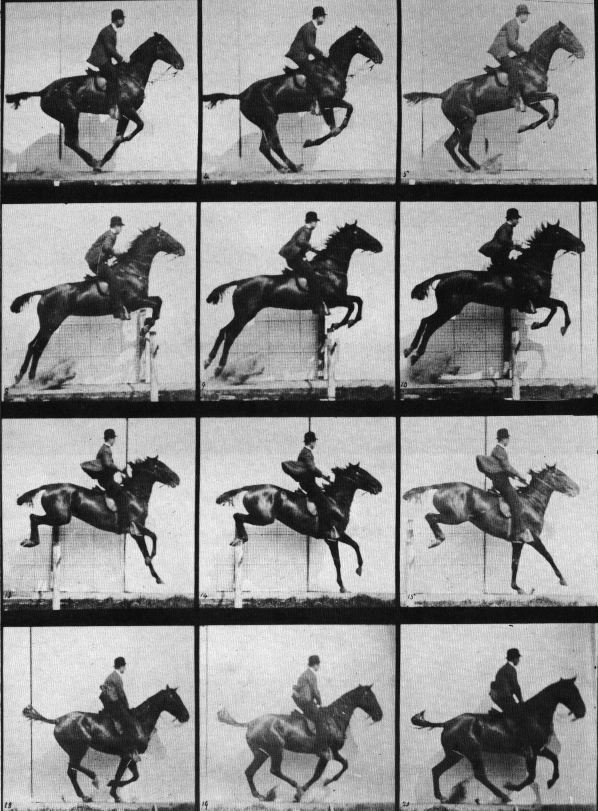
馬がバーを飛び越える様子を写した連続写真 (1887).
馬がバーを飛び越える様子
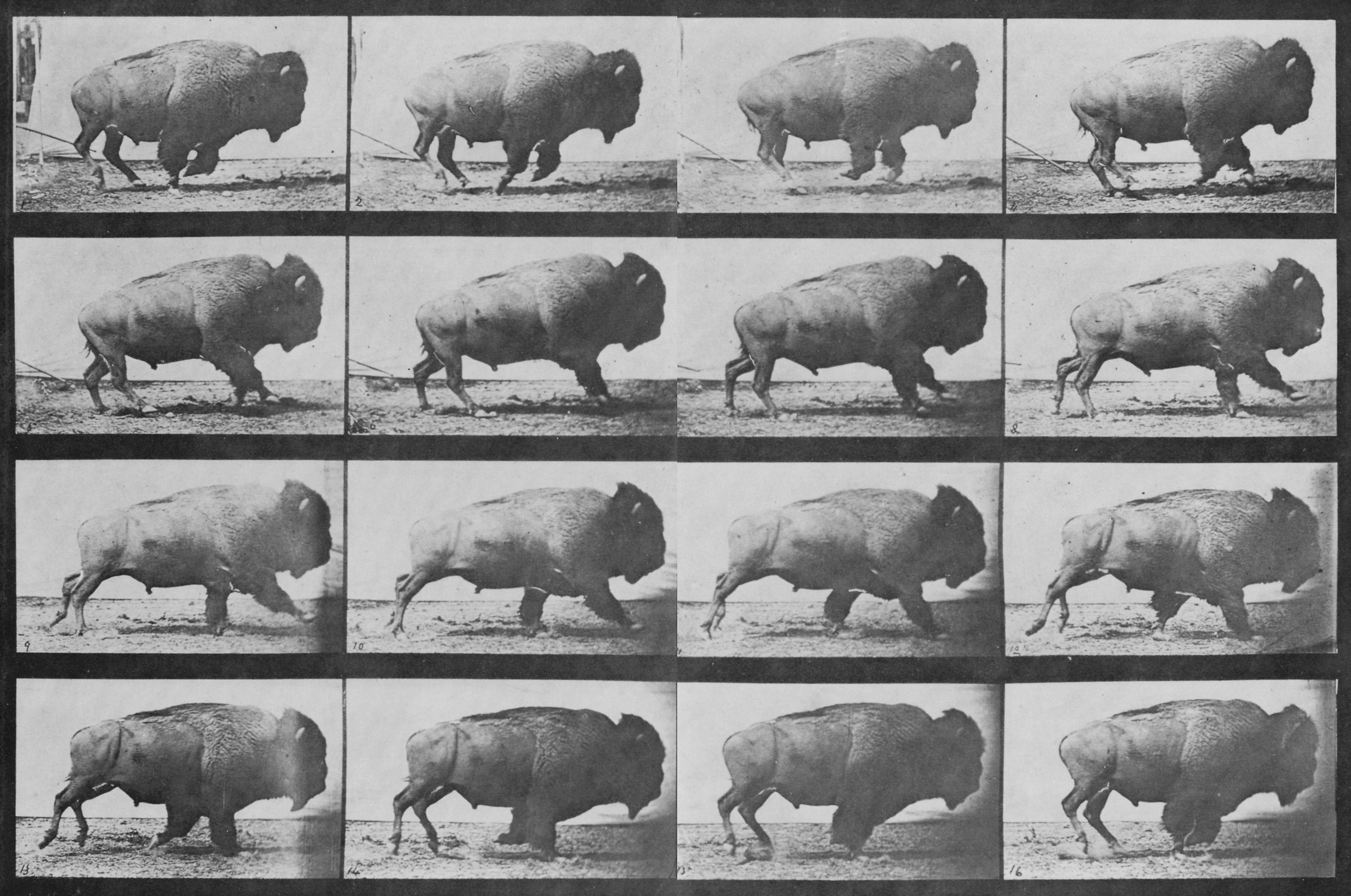
走るアメリカバイソンの連続写真
走るアメリカバイソン
走る犬 (1887)
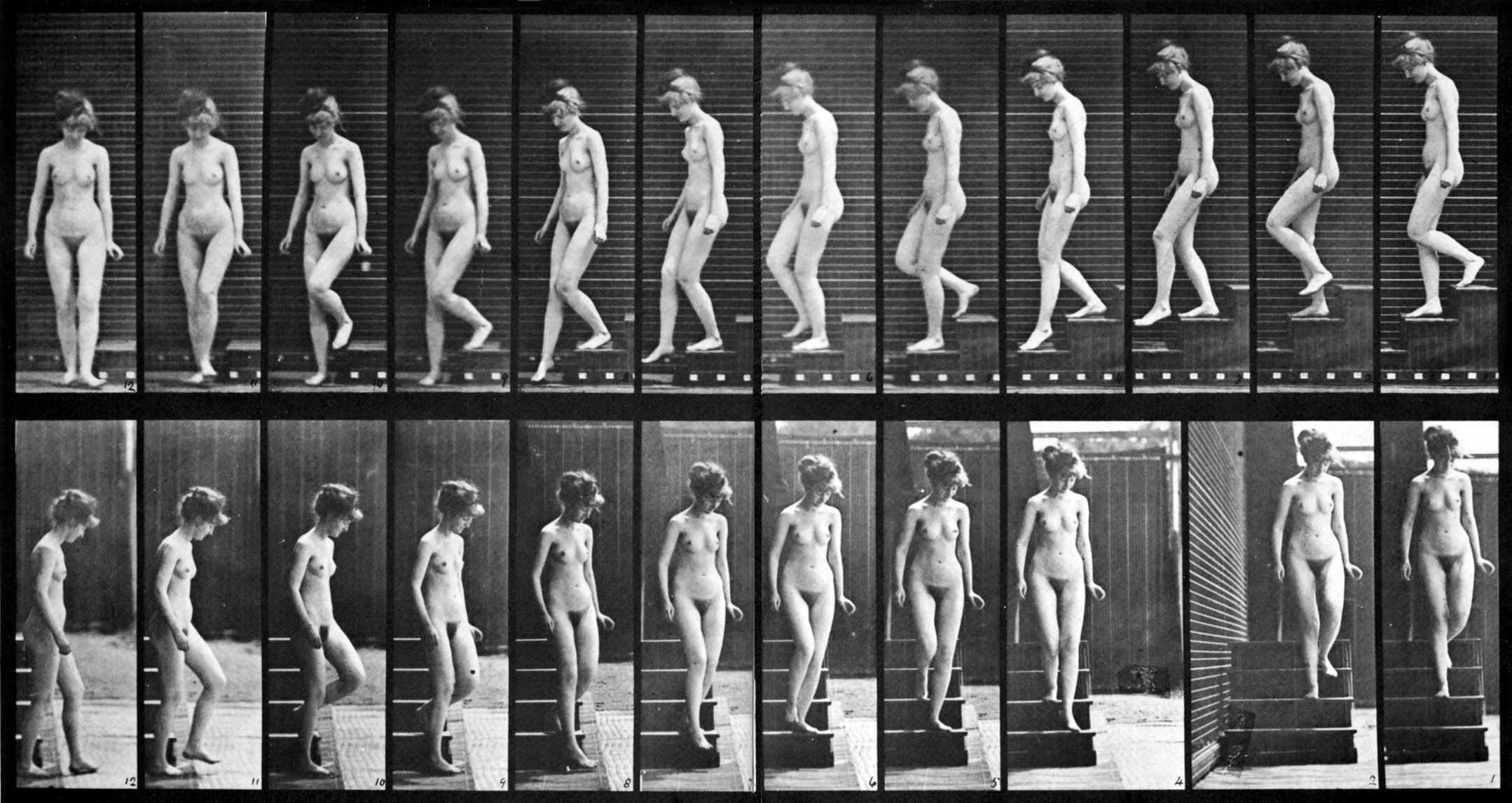
女性が階段を降りる様子を写した連続写真、これは、デュシャンの階段を降りる裸体No.2に影響を与えた。
女性が階段を降りる様子
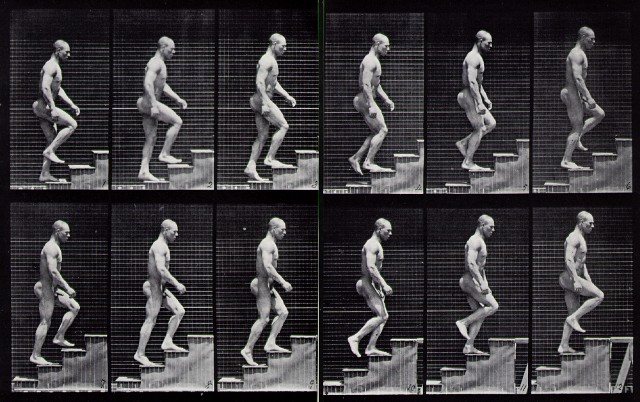
階段を昇る男性 (1884-1885).